# 28. marts
28. marts er dag 87 i året i den gregorianske kalender (dag 88 i skudår). Der er 278 dage tilbage af året.
Eustacius' dag. Han var biskop i Antiokia i 300-tallet.

### Begivenheder
Født - Dødsfald
- 845 - Vikinger, formentlig under ledelse af Ragnar Lodbrog, erobrer Paris og kræver en stor løsesum.
- 1801 - Den dansk-vestindiske ø St. Thomas kapitulerer til en stor engelsk styrke.
- 1864 - Den preussiske hær genoptager beskydningen af de danske forposter på Dybbøl. Det lykkes dog danskerne at slå angriberne tilbage, men ikke uden tab. 56 døde, 101 sårede, 39 fangne og 22 savnede lyder den danske tabsliste på, mens preusserne har 25 døde og 135 sårede.
- 1866 - Hedeselskabet stiftes ved et møde i Aarhus.
- 1910 - Den franske ingeniør Henri Fabre foretager den første vellykkede søflyvning i historien, med start og landing på vand. Han flyver i alt 500 meter i 5 meters højde.
- 1930 - De tyrkiske byer Angora og Konstantinopel skifter navne til henholdsvis Ankara og Istanbul.
- 1939 - Den Spanske Borgerkrig afsluttes, da Madrid overgiver sig til Francos tropper.
- 1973 - Den amerikanske skuespiller Marlon Brando nægter at modtage en Oscar i protest mod USA's opførsel over for det indianske folk.
- 1979 - Three Mile Island-ulykken: Der er en læk i atomkraftværket på Tremile-øen i Harrisburg, Pennsylvania, USA, der medfører udslip af en begrænset mængde radioaktiv gas. Efter en uge stabiliseres situationen.
- 1983 - Giovanni Vigliotto idømmes i USA 28 års fængsel for svindel, 6 år for bigami og en bøde på 3,4 millioner kr. I perioden fra 1949-81 havde han indgået ægteskab med i alt 104 kvinder, hvilket (1997) er rekord for bigami.
- 1993 - Forsikringsselskabet Codan køber Hafnias forsikringskoncern og bank for godt én milliard kr.
- 1994 - Ved valget i Italien vinder Frihedsalliancen, ledet af højrepartiet Forza Italia, som var ledet af mediemagnaten og milliardæren Silvio Berlusconi.
- 2001 - Supermarkedskæden Netto meddeler, at man har opkøbt konkurrenten Suma. I løbet af 2001 kommer Netto-kæden op på i alt 325 butikker i Danmark.
- 2006 - I Frankrig demonstrerer mere end 1 million fagforeningsmedlemmer, studenter og arbejdsløse mod regeringens forslag om at stille unge under 26 år markant ringere på arbejdsmarkedet end øvrige ansatte.
- 2008 - Martin vinder den første danske udgave af X-factor på DR 1
- 2009 - Blev der afholdt sluk lyset-kampagne (i dag kaldet Earth Hour) over hele verden. Bl.a. deltog alle McDonald's-restauranter.

### Født
- 1609 - Frederik 3., dansk konge (død 1670).
- 1769 - Schack von Staffeldt, dansk digter (død 1826).
- 1810 - Alexandre Herculano, portugisisk digter og historiker (død 1877).
- 1868 - Maksim Gorkij, russisk forfatter (død 1936).
- 1891 - Ernst Christiansen, dansk politiker (død 1974).
- 1909 - Gunnar Lemvigh, dansk skuespiller (død 1979).
- 1910 - Dronning Ingrid, svenskfødt dansk dronning (død 2000).
- 1921 - Dirk Bogarde, britisk skuespiller (død 1999).
- 1927 - Thorkild Demuth, dansk skuespiller, instruktør og dukkemager (død 2017).
- 1928 - Zbigniew Brzezinski, polskfødt, amerikansk politolog og diplomat (død 2017).
- 1934 - Poul Jensen, dansk fodboldspiller (død 2022).
- 1936 - Mario Vargas Llosa, peruviansk forfatter og politiker.
- 1939 - Per Holst, dansk filmproducent.
- 1942 - Mike Newell, britisk filminstruktør.
- 1942 - Neil Kinnock, britisk politiker.
- 1953 - Anne-Vibeke Mogensen, dansk skuespillerinde.
- 1955 - Erling Bonnesen, dansk folketingsmedlem.
- 1957 - Peter Asmussen, dansk forfatter (død 2016).
- 1964 - Ulrik Moseby, dansk fodboldspiller.
- 1966 - Høgni Hoydal, færøsk folketingsmedlem.
- 1969 - Tina Nedergaard, dansk folketingsmedlem.
- 1970 - Vince Vaughn, amerikansk skuespiller
- 1971 - Jens Andersen, dansk skuespiller.
- 1980 - Jon Lange, dansk skuespiller.
- 1980 - Rasmus Seebach, dansk sanger.
- 1981 - Julia Stiles, amerikansk skuespillerinde.
- 1986 - Lady Gaga, amerikansk sangerinde.

### Dødsfald
- 1241 - Valdemar 2. Sejr, dansk konge (født 1170).
- 1864 - Louise Charlotte af Danmark, dansk prinsesse (født 1789).
- 1874 - Peter Andreas Hansen, dansk astronom (født 1795).
- 1881 - Modest Mussorgskij, russisk komponist (født 1839).
- 1887 - Ditlev Gothard Monrad, dansk biskop og politiker (født 1811).
- 1895 - Wilhelm Dinesen, dansk forfatter, officer og politiker (født 1845).
- 1941 - Virginia Woolf, engelsk forfatter og feminist (født 1882) - selvmord.
- 1943 - Sergej Rachmaninov, russisk komponist, pianist og dirigent (født 1873).
- 1953 - Jim Thorpe, amerikansk sportsudøver (født 1887).
- 1969 - Dwight D. Eisenhower, amerikansk general og præsident (født 1890).
- 1985 - Marc Chagall, russisk maler og grafiker (født 1887).
- 1987 - Maria von Trapp, østrigsk nonne og sanger (født 1905).
- 1994 - Eugène Ionesco, rumænsk-fransk forfatter (født 1912).
- 2004 - Peter Ustinov, britisk skuespiller (født 1921).
- 2006 - Caspar Weinberger, amerikansk politiker (født 1917).
- 2013 - Anne Vig Skoven, dansk musiker og præst (født 1958).
- 2013 - Richard Griffiths, engelsk skuespiller (født 1947).

|  | Denne datoartikel kan blive bedre, hvis der indsættes et (bedre) billede Du kan hjælpe ved at afsøge Wikimedia Commons for et passende billede eller uploade et godt billede til Wikimedia Commons iht. de tilladte licenser og indsætte det i artiklen. |